# Näthewinde
Die Näthewinde ist ein kleiner Nebenarm der Niederhavel in der Stadt Brandenburg. 
Der südlich der Dominsel gelegene Havelarm, nur durch den Mühlendamm von der östlich fließenden Stadthavel getrennt, wird Näthewinde genannt. Der Abzweig des Nebengewässers befindet sich etwa am Kilometer 57,20 der Unteren Havel-Wasserstraße etwa beim Mühlentorturm. Über die Näthewinde führt eine 1995 errichtete Fußgängerbrücke zwischen der Hammerstraße in der Neustadt und dem Domkietz auf der Dominsel. Auf Höhe der alten Wiemann-Werft mündet der Havelarm nach knapp 900 Metern in die Brandenburger Niederhavel.

## Karten
- Folke Stender, Stefan Kieschke: Sportschifffahrtskarten Binnen 1, Nautische Veröffentlichung Verlagsgesellschaft, Eckernförde 1991. ISBN 3-926376-10-4.
- Autorenkollektiv: W. Ciesla, H. Czesienski, W. Schlomm, K. Senzel, D. Weidner: Schiffahrtskarten der Binnenwasserstraßen der Deutschen Demokratischen Republik 1:10.000, Band 3 Hrsg. Wasserstraßenaufsichtsamt der DDR, Berlin 1988. OCLC 830889996.